# Zorglub
Zorglub é um personagem fictício da banda desenhada Franco-Belga do Spirou e Fantásio, criado por Greg e André Franquin, apareceu pela primeira vez no livro do Spirou Z de Zorglub (Z comme Zorglub), em 1959, e posteriormente publicado no álbum duplo "Z de Zorglub" (Z comme Zorglub - 1961) e "A Sombra do Z" (L'ombre du Z - 1962). Inicialmente Zorglub era um sinistro e megalomaníaco cientista louco, mas extremamente desajeitado. Mais tarde tornou-se um vilão reformado.

## Personagem
Zorglub é um impressionante arqui-inimigo, a sua aparência inicial é a de um génio visionário do mal, mas os aspectos cómicos da personagem vêm rapidamente ao de cima. Embora possua uma grande quantidade de máquinas avançadas, a sua única invenção (como ele próprio admite) é a "zorglonda" (uma espécie de ondas de rádio com a capacidade de controlar a mente ) com o qual ele rouba outras invenções, a fim de dominar o mundo. Usando a zorglonda, transforma os polícias de todo o mundo em soldados seus, conhecidos como Zorgl-homens (Zorglhommes), que operam a nível mundial as suas bases secretas. Zorglub criou uma língua especial para falar com os Zorgl-homens, com o fim de manter os de seus planos em sigilo. No entanto essa língua misteriosa, não é mais do que língua normal, dita ao contrário."Adiv Agnol a Bulgroz!"  traduz-se como "Vida Longa a Zorglub!".
Zorglub é um velho conhecido da universidade do Conde de Champignac. Nas suas primeiras aparições, é um perigoso vilão com a ambição de conquistar o mundo. Excêntrico, esquizofrénico e com um grande ego, é levado a cometer erros absurdos que o levam à sua queda.
Em O Despertar do Z (Le Réveil du Z - 1986), Spirou e Fantásio viajam através do tempo e reúnem Zorglub ao filho, que tinha seguido os passos do seu pai e conquistou o mundo do futuro. Zorglub júnior, parece-se exactamente com o pai, mas sofre de nanismo.

## Aparições

### Nos livros "Spirou e Fantásio"
- Primeira aparição em Z de Zorglub . Fundo: Franquin  e Greg; desenho (personagens): Franquin; cor: Jidéhem.
- A sombra do Z . Fundo: Greg;  desenho (personagens): Franquin; cor: Jidéhem.
- O Castelo do Sábio Louco. Fundo: Franquin, Peyo, Gos; desenho (personagens): Franquin; cor: Jidéhem.
- O Fazedor de Ouro . Fundo: Fournier; desenho (personagens): Fournier e Franquin (apenas o Marsupilami ).
- Tora Torapa.  Fundo e desenho (personagens) : Fournier.
- O Despertar do Z. Fundo: Tome; desenho (personagens): Janry.
- Paris Submerso! Fundo: Morvan; desenho (personagens): Munuera (apenas a cidade).
- Aux sources du Z (inédito em Portugal). Fundo: Morvan; desenho (personagens): Munuera

### Nos livros "Une aventure de Spirou et Fantasio par ..."
- Les géants pétrifiés. Fundo: Vehlmann, desenho (personagens): Yoann.
- Les marais du temps. Fundo e desenho (personagens): Le Gall.